# ارنست گامبریچ
سِر ارنست هانس گامبریچ (۳۰ مارس ۱۹۰۹ - ۳ نوامبر ۲۰۰۱) تاریخ‌دان متولد اتریش است که بیشتر عمرش را در بریتانیا گذراند.
او کتاب‌های زیادی دربارهٔ نقد هنر و تاریخ هنر، از جمله سرگذشت هنر (در ایران با عنوان تاریخ هنر) نوشته‌است.
کتاب سرگذشت هنر یکی از معروف‌ترین کتاب‌ها در معرفی هنرهای تصویری است. کتابهای او بر متفکرین بسیاری اثر گذاشته‌اند، از جمله بر کارلو گینتسبورگ، نلسن گودمن، اومبرتو اکو و …

## اندیشه
وقتی گامبریچ در سال ۱۹۳۶ به انگلستان رسید، رشته تاریخ هنر عمدتاً متمرکز بر امور ذوقی و سلیقه ای بود. اما گامبریچ، فرهنگ وینی «ساختن» (Building) را به کار وارد کرد که موضوعات گسترده‌تری از سنت فرهنگی و رابطه میان علم و هنر می‌پرداخت.